# 多尼多尼·喬巴
多尼多尼·喬巴（トニートニー・チョッパー）是日本漫畫家尾田榮一郎所創作的少年漫畫《ONE PIECE》中的虛構角色，是該作品的中的一位主要角色，是主角路飛的第5位夥伴，草帽海賊團船醫。是一隻有藍鼻子的馴鹿醫生，因為吃下的「人人果實」讓他得到了能變成獸人的特殊能力，夢想是透過學習醫術而讓自己成為萬靈藥。

## 設計
- 喬巴初期的設定為成年馴鹿獸人，身上配著一把西洋劍。或是冒青筋的條紋造型且會抽煙的麋鹿，比現在的設定還要成熟。登場後的畫風則慢慢改為可愛的吉祥物風格。
- 名字來自於劈柴剁刀chopper，因為他有著一對看似能砍倒樹的角。
- 與純毛族的米爾琪小妹妹是非常稀奇百年難遇，既能作為人也能作為馴鹿交往。作者尾田榮一郎在讀者問答專欄sbs稱，如果喬巴真的戀愛了，作者也阻止不了，因為「戀愛任何時候都是一場颶風啊」[14]。

## 人物
喬巴是草帽海賊團的第5位夥伴，是一隻馴鹿。特徵是藍色的鼻子以及Dr.西爾爾克生前送給他的一頂畫有「X」標記的粉紅色帽子。為目前草帽海賊團當中唯一出生地位於偉大航路的船員。不怕冷但很怕熱，喜歡的島嶼是春天的冬島。十分受到妮可·羅賓喜愛，是草帽海賊團年齡最小的成員。人獸型的姿態下，則是伙伴中身材最矮小的成員。喬巴身為野生馴鹿時本來沒有名字，「喬巴」是他的恩人&養父Dr.西爾爾克給他命名的，意思是他有一對連樹木都可以輕鬆砍倒的角。
以馴鹿的姿態吃下動物系「人人果實」（ヒトヒトの実）的能力者，因為果實能力的緣故，可以理解人類語言、也變成雜食性動物，他仍舊具有動物的敏銳嗅覺，也懂得動物語言，因此可以替動物翻譯。在人獸型姿態常被別人當成會說話的狸貓。個性膽小，一旦自身有危險就會躲起來，但躲藏的方向會相反。對女性的人類沒有性方面的慾望。但對鹿型美女依然會興奮。雖然身為海賊，但也堅持醫生的立場，總是給予每個經手的病人確實的治療，也因此痛恨將人命玩弄於股掌間的行為。有時能夠利用自己豐富的醫療學識，為夥伴開啟勝利之路，隨著冒險的持續，也漸漸的培養出海賊為信念而戰的膽識。喬巴一天的睡眠時間為晚上9點到早上7點（加上午睡的話）。最愛的食物是甜食，尤其是棉花糖和巧克力，討厭所有辛辣的食物。
他的懸賞金是整個草帽海賊團乃至於整個《ONE PIECE》作品中最低的，因為被認為只是寵物而沒有危險性。

## 能力
喬巴是動物系「人人果實」能力者，這種果實由人吃只會變成旱鴨子，由人類以外的動物吃下後，能力者可變成理解人類語言及學習能力的獸人，也可以跟其他種類的動物溝通。此果實和所有動物系果實一樣有3種型態的變化，後來在喬巴花了5年時間進行研究，開發了名為「藍波球」的藥物，讓型態變化的種類增加為「重量強化(人型)、腕力強化、跳躍強化、頭腦強化(人獸型)、毛皮強化、角強化、腳力強化(獸型)」7種變化。不過藍波球能夠持續的效力只有3分鐘。而且「藍波球」本身屬於劇烈藥物，若在6小時內服用第2顆時，則會使變形的規律完全亂掉，無法控制變形波長，若服用第3顆時，會失去意識，惡魔果實會開始暴走，讓喬巴變成一個巨型「怪物」。雖然擁有強大無比的破壞力，但因為無法控制力量，生命力會急速下降，若不趕緊使惡魔果實無力化或停止他的行動，將會有生命的危險。
在第二部劇情中，喬巴已經能夠不仰賴藍波球發動各式型態變化且變化的樣子大為不同（同時新增以功夫武術為特長的「柔力強化」型態）。原本在6小時內一口氣服用3顆「藍波球」發動暴走的狀態「怪物強化」，現在喬巴只需要一顆藍波球就能在有意識的情況下自由控制該型態，而處於此狀態的喬巴其聲線在動畫中會變得低沉且粗獷。有效時間同樣只能維持3分鐘，之後亦會有2到3個小時的時間無法移動。

## 劇中表現

### 第一部
出生於磁鼓島的喬巴因為有藍鼻子而備受同類排擠，在誤食「人人果實」而讓牠變成人類後更被鹿群趕走，因暴風雪而重傷的他遇見庸醫Dr.西爾爾克，西爾爾克治療他並將他視如己出，和西爾爾克醫生的相遇，讓喬巴第一次感受到溫暖。一年後西爾爾克發現自己罹患絕症，時日無多，為了不讓喬巴擔心，於是忍痛將他趕走。在西爾爾克自盡後，喬巴繼承了他的遺志，立志成為能夠醫治所有疾病的萬能藥，並向Dr.古蕾娃學習醫術。當草帽海賊團為治癒患病的娜美而來到磁鼓島後，和娜美談天的喬巴流露出對海賊的憧憬，娜美因此邀請他以醫生的身份加入。喬巴加入草帽海賊團的故事被製作成劇場版《喬巴身世之謎 ：冬季綻放、奇跡的櫻花》。
阿拉巴斯坦篇與騙人布打敗巴洛克華克的Mr.4和Miss 聖誕節。空島篇獨自一人成功打敗艾涅爾所率領的四神官之一，沼之試煉的涅槃。司法島事件裡和草帽海賊團合作搭救被世界政府帶走的羅賓，獨自擊敗cp9的偎取，但因無人目擊其發動怪物化型態而被懸賞50貝里。之後在夏波地諸島被巴索羅穆·大熊用果實能力彈飛至由巨型鳥類統治當地居民的南海島國托里諾王國，利用自己擅於和動物溝通的能力，化解當地居民和統治島嶼的巨鳥的衝突，為增強實力成為夥伴的得力助手，遂留在當地兩年研讀修習醫療和藥草的知識。

### 第二部
兩年後，喬巴和失散的夥伴在夏波帝諸島重逢再出發，前往魚人島冒險，眾人經過一番努力，成功解除魚人島的反人類勢力威脅。其於龐克哈薩特事件和海軍先後幫助受困實驗所的孩童逃出凱薩·克勞恩的掌控。
龐克哈薩特事件裡，一直想醫好被凱撒實驗的小孩們，之後還誤會羅要殺小孩們，但其實羅只是在幫他們分離毒素，多雷斯羅薩事件，喬巴的懸賞額提升至100貝里，和夥伴為躲避BIG MOM海賊團的追擊而登陸佐烏，協助治療被四皇海道部下「旱禍」Jack使用凱薩化學毒氣重創的純毛族人。草帽海賊團為對抗「BIG MOM」夏洛特·莉莉兼帶回因為家庭利益被迫和「BIG MOM」第35個女兒夏洛特·普琳聯姻的香吉士時，和夥伴及同行純毛族人凱洛特行動期間智取戰勝「BIG MOM」第8個女兒夏洛特·布璃叡，利用其果實能力為草帽海賊團策劃戰略。後來眾人準備逃離萬國托特蘭，「BIG MOM」聽信長子裴洛斯培勒的謊言，為奪取結婚蛋糕而襲擊千陽號時，喬巴為了和娜美、布魯克、吉貝爾、凱洛特保護千陽號，遭「BIG MOM」與後者製造的歡樂友人「普羅米修斯」重創受傷。
與同伴一起到和之國後，按錦衛門的要求偽裝成忍者「喬巴衛門」，負責工作是和小菊、凱洛特去找抵達和之國的犬嵐公爵。與桃之助、小菊、小玉一起發現昏倒的BIG MOM，先將她帶往破落鎮，再引導去兔丼。鬼島決戰事件中，和佐烏的毛皮族醫護人員聯合開發對抗海道旗下生化武器「冰鬼」的解藥，成功治癒被「冰鬼」感染的和之國同盟和被海道視為棄子的「喜悅歡笑者」和「靜候恩施者」，令「喜悅歡笑者」和「靜候恩施者」為報答喬巴的恩情而決定倒戈對抗海道。

## 備註
1. ↑  於大谷育江身體不適時（《ONE PIECE》動畫第254－263話、劇場版7）代役。
2. ↑  詹雅菁曾在2005年時因肺部動手術而休養一陣子，休養期間的配音角色由錢欣郁接替，錢欣郁代演劇場版動畫前4部及特別篇前2部。
3. ↑  因為喬巴本身是馴鹿不是人。